# William Edward Harney

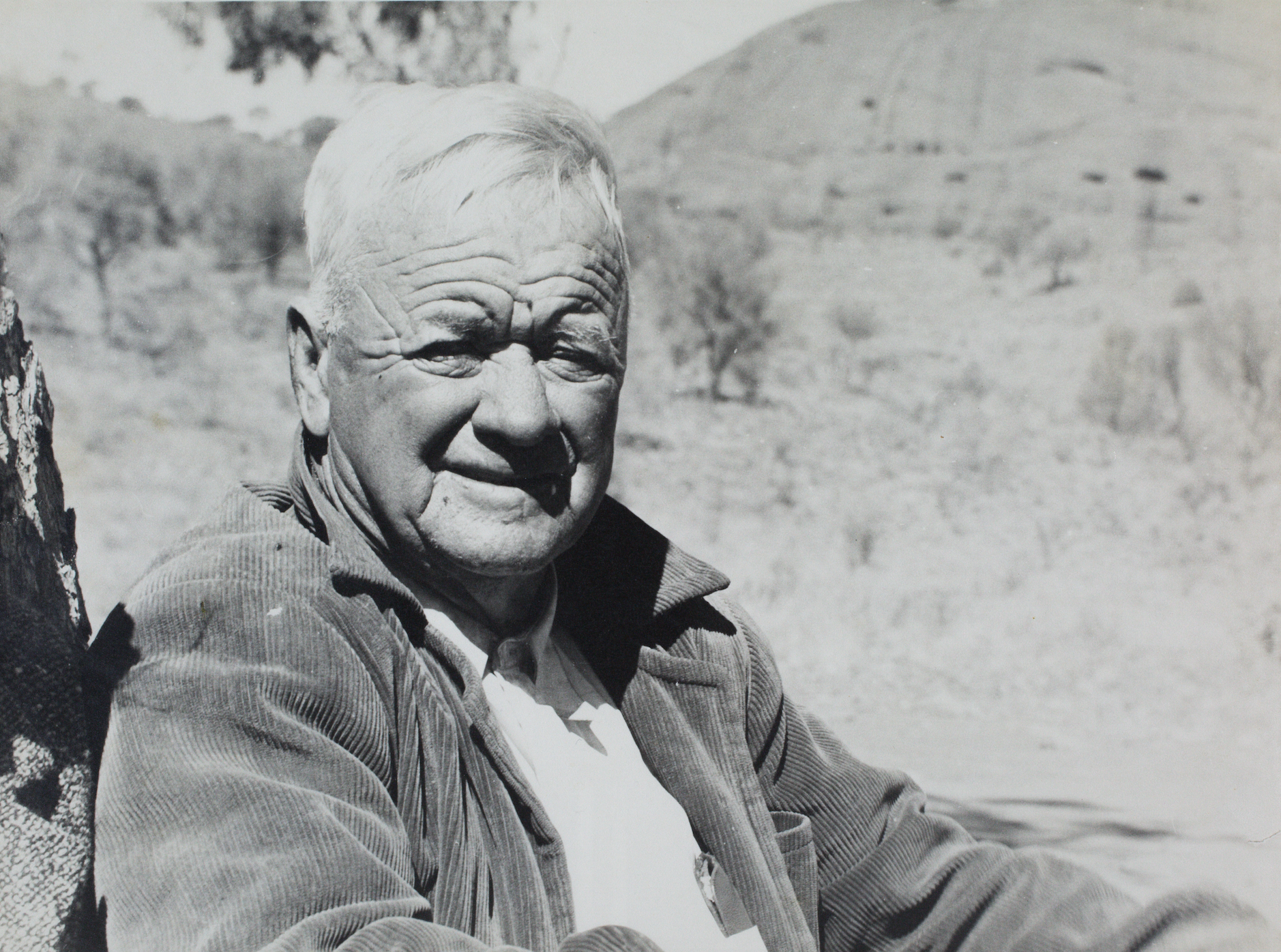
William Edward Harney

William Edward Harney (* 18. April 1895 Charters Towers in Queensland, Australien; † 31. Dezember 1962 in Mooloolaba, Queensland) auch bekannt als Bill Harney, war ein australischer Schriftsteller, Naturforscher und Chief-Protector of Aborigines im Northern Territory.

## Leben
Harney war das dritte Kind von Eltern, die in England geboren wurden. Im Alter von zwölf Jahren arbeitete er als Viehtreiber im westlichen Queensland. 1915 trat er in die Australian Imperial Force ein und wurde in Ägypten militärisch ausgebildet, um später an der Westfront während des Ersten Weltkrieges eingesetzt zu werden. 1927 heiratete er Kathleen Linda Beatti, mit der er zwei Kinder hatte. Sowohl seine Kinder als auch seine Frau starben früh. Anschließend lebte mit einer Frau vom Aborigines-Stamm der Wardaman zusammen, mit der er seinen Sohn Bill Yidumduma Harney hatte.
Nach dem Krieg arbeitete er in verschiedene Arbeitsstellen vor allem im Northern Territory. Von 1940 bis 1947 war Harney bei der Regierung als Protector of Aborigines und Führungsoffizier. Neben seiner schriftstellerischen Tätigkeit verdingte er sich als Ratgeber von Expeditionen der National Geographic Society im Arnhemland und Melville Island. Er war auch Berater des Films Jedda im Jahre 1955.
1959 wurde er zum ersten Ranger von Uluru (Ayers Rock) ernannt. Er bekleidete den Posten, bis er 1962 in den Ruhestand ging. Er verstarb in diesem Jahr.

## Ehrung
Nach ihm wurde eine Fettschwanz-Beutelmaus benannt, einen Sandstone Dibbler (Pseudantechinus bilarni), der seinen Namen Bilarni in einer Sprache der Aborigines im Arnhemland wiedergibt.

## Werk
Herney verbrachte die meiste Zeit seines Lebens im Outback, daher ist sein Werk vor allem dem Aborigines im Northern Territory gewidmet. Von Harney gibt es neben seinen Buchherausgaben auch zahlreiche Artikel in populären Magazinen. Bücher, die von ihm oder die er mit anderen Autoren verfasst hat, sind:
- 1943 – Taboo
- 1949 – Songs of the Songmen
- 1957 – Life Among the Aborigines (mit A.P. Elkin)
- 1958 – Content to Lie in the Sun
- 1960 – Bill Harney's Cook Book (mit Patricia Thompson)
- 1961 – Grief, Gaiety and Aborigines
- 1963 – The Shady Tree (fertiggestellt durch Douglas Lockwood)
- 1990 – A Bushman's Life (verlegt von Douglas und Ruth Lockwood)